# James Stockdale

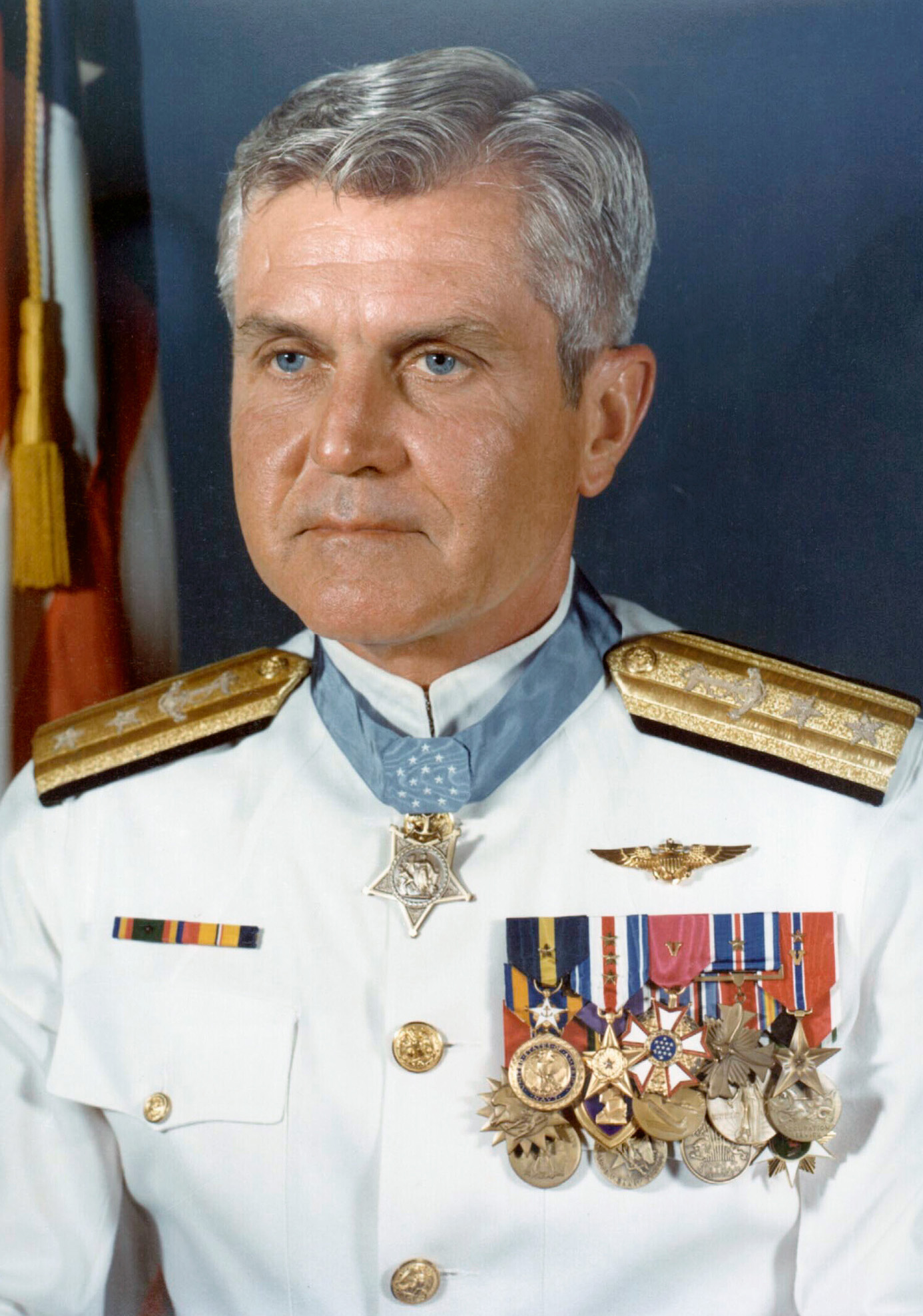
James Stockdale

James Bond Stockdale (* 23. Dezember 1923 in Abingdon, Knox County, Illinois; † 5. Juli 2005 in Coronado, Kalifornien) war einer der höchst dekorierten Offiziere in der Geschichte der United States Navy.
Stockdale schloss 1947 erfolgreich die Marineakademie ab. Zur Zeit des Tonkin-Zwischenfalls im August 1964 kommandierte Stockdale ein Jagdgeschwader der United States Navy. Während des Vietnamkriegs geriet er als ranghöchster Marineoffizier vom 9. September 1965 bis 12. Februar 1973 in Gefangenschaft im Kriegsgefangenenlager „Hanoi Hilton“. Er trug 26 persönliche Kriegsauszeichnungen, u. a. die Medal of Honor und vier Silver Stars.
Vizeadmiral Stockdale war 1992 Kandidat für das Amt des Vizepräsidenten an der Seite des unabhängigen Kandidaten Ross Perot. Gemeinsam erreichten sie einen Stimmenanteil von 18,86 Prozent. Stockdale starb 2005 und wurde auf dem Ehrenfriedhof in Annapolis im Bundesstaat Maryland beerdigt.
2006 gab die US Navy bekannt, einen Zerstörer der Arleigh-Burke-Klasse nach Stockdale benennen zu wollen. Die Stockdale wurde am 18. April 2009 in Dienst gestellt.
Der Managementexperte Jim Collins entwickelte eine Leadership- bzw. Motivations-Theorie, die er im Anklang an Stockdales Erfahrungen während seiner Kriegsgefangenschaft als Stockdale-Paradox bezeichnete: Demnach sei es einerseits notwendig, der brutalen und oft niederschmetternden Realität ins Auge zu sehen und sich keinen falschen Illusionen hinzugeben. Gleichzeitig dürfe man den Glauben an den schlussendlichen Erfolg nicht verlieren. Diese Einstellung allein könne das Abgleiten in Fatalismus einerseits oder einen naiven Optimismus andererseits verhindern.